# Egan Bernal
Egan Arley Bernal Gómez (sinh ngày 13 tháng 1 năm 1997) là một tay đua xe đạp người Colombia, lái xe cho UCI WorldTeam Đội Ineos. Anh đăng quang giải đua xe đạp Tour de France 2019, và trở thành người Mỹ Latinh đầu tiên vô địch giải đấu này.

## Thời trẻ
Bernal sinh ra tại Bogotá, thủ đô của Colombia. Anh ta là đứa con lớn nhất của Germán (một nhân viên tại Nhà thờ muối và Flor (một công nhân nhà máy hoa), và lớn lên ở thị trấn gần đó Zipaquirá. Cha anh là một tay đua xe đạp nghiệp dư sắc sảo, và anh bắt đầu cưỡi trên chiếc xe đạp cũ từ năm tuổi. Lúc chín tuổi, anh ta bước vào, trái với mong muốn của cha mình, và dễ dàng chiến thắng, một cuộc đua ở quê nhà, giải thưởng bao gồm một học bổng đào tạo.
v.

## Đua xe đạp chuyên nghiệp
Bên cạnh việc đạp xe leo núi, Bernal đã bắt đầu gặt hái thành công trong cuộc đua đường trường ở cả Colombia và Ý, giành chiến thắng Clasica Juventudes Cajica and the Sognando Il Giro delle Fiandre in 2015.